# Tiszaörs, Jász-Nagykun-Szolnok
Tiszaörs  este un sat în districtul Tiszafüred, județul Jász-Nagykun-Szolnok, Ungaria, având o populație de 1.426 de locuitori (2011). 

## Demografie
Componența etnică a satului Tiszaörs
     Maghiari (92,45%)
     Romi (5,12%)
     Germani (1,38%)
     Necunoscut (0,49%)
     Români (0,57%)
     Alții (0,49%)
Componența confesională a satului Tiszaörs
     Romano-catolici (46,35%)
     Fără religie (16,97%)
     Reformați (7,43%)
     Necunoscută (28,26%)
     Alte religii (2,38%)
Conform recensământului din 2011, satul Tiszaörs avea 1.426 de locuitori. Din punct de vedere etnic, majoritatea locuitorilor (92,45%) erau maghiari, existând și minorități de romi (5,12%) și germani (1,38%). Apartenența etnică nu este cunoscută în cazul a 0,49% din locuitori. Nu există o religie majoritară, locuitorii fiind romano-catolici (46,35%), persoane fără religie (16,97%) și reformați (7,43%). Pentru 28,26% din locuitori nu este cunoscută apartenența confesională.